# Alsina (trasatlántico)
El Alsina fue uno de los trasatlánticos pertenecientes a la compañía francesa Société  Genèrale de transports maritimes (Sociedad Marítima de Transporte). Fue hundido en 1941 en la bahía de Algeciras cuando estaba transportando un grupo de refugiados a Sudamérica.

## Historia
Fue botado el 9 de mayo de 1921 y utilizado en 1928 una operación conjunta con Lloyd Latino entre marzo y noviembre hasta 1941. 
Los puertos de escala eran Génova, Marsella, Barcelona, Almería, Las Palmas, Río de Janeiro, Montevideo y Buenos Aires aunque las travesías de regreso omitían Almería.

## Último viaje
El 15 de enero de 1941 partió del puerto francés de Marsella rumbo a América con refugiados del franquismo y ciudadanos judíos de nacionalidad francesa. Dentro del primer grupo se encontraba Niceto Alcalá-Zamora, presidente de la República Española entre 1931 y 1936. El barco había recalado en la bahía de Dakar (entonces colonia francesa) esperando la concesión por el Reino Unido del Navy Cert para cruzar el Atlántico. Ya que tenía bandera francesa de Vichy se le denegó y el barco fue bombardeado por un ataque aéreo y hundido en la bahía de Algeciras, España en 1942.

## Características
De 8604 toneladas de peso, vapor de 2 hélices con 2 chimeneas, 2 palos y popa de crucero, propulsado por turbinas de reducción doble y siendo su velocidad de servicio de 15 nudos.